# Актове
А́ктове — село в Україні, у Вознесенському районі Миколаївської області. Населення становить 631 осіб. З 2016 року входить до складу Олександрівської селищної громади.

## Географія
Село Актове знаходиться в північній частині Вознесенського району на правому березі річки Мертвовод, межує з селом Петропавлівка. Річка протікає через Актівський каньйон в центрі якого і розташоване це невеличке село.

## Населення
Згідно з переписом УРСР 1989 року чисельність наявного населення села становила 927 осіб, з яких 542 чоловіки та 385 жінок.
За переписом населення України 2001 року в селі мешкало 629 осіб.

### Мова
Розподіл населення за рідною мовою за даними перепису 2001 року:
| Мова       | Відсоток |
| ---------- | -------- |
| українська | 94,45 %  |
| російська  | 3,65 %   |
| молдовська | 1,27 %   |
| білоруська | 0,16 %   |
| інші       | 0,47 %   |

## Пам'ятки

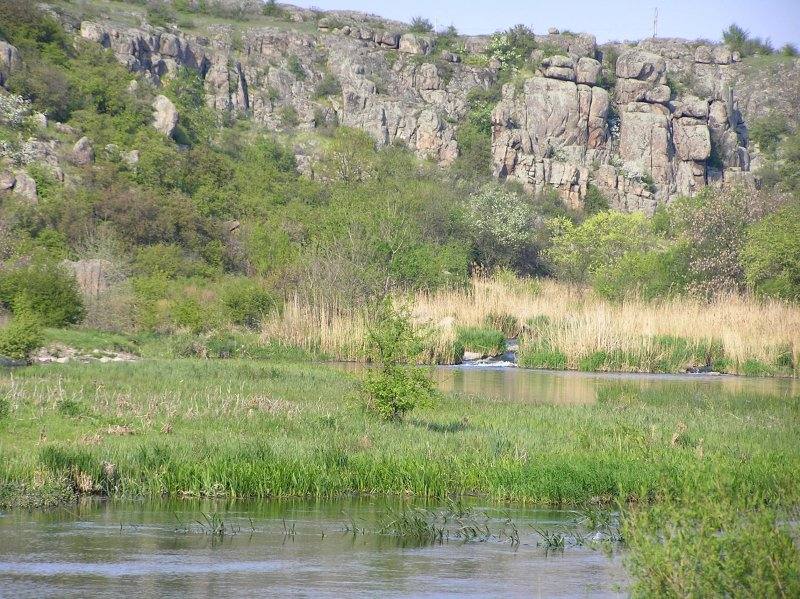
Актівський каньйон

Унікальним природним комплексом є Актівський каньйон (Малий Крим), він розташований там, де річка Арбузинка ділить каньйон навпіл, створюючи ландшафти, що мають особливу екологічну, естетичну та історичну цінність. Каньйон займає площу понад 250 га. Гранітні скелі сягають подекуди 30—50 метрів заввишки.
На захід від села розкинулося заповідне урочище — Трикратський ліс.
Місцеві об'єкти
- Виступи граніту в с. Актове на річці Мертвовод
- Виступи граніту в с. Актово на річці Арбузинка